# Paushuize
Paushuize, gebouwd aan het begin van de zestiende eeuw, is een belangrijk monumentaal pand in de Nederlandse stad Utrecht. Het is gelegen aan het Pausdam in de historische binnenstad van Utrecht, op de hoek van de Kromme Nieuwegracht en Achter Sint Pieter. Sinds 2024 wordt Paushuize gebruikt als evenementenlocatie.

## Geschiedenis
Paushuize heeft zijn naam te danken aan Adrianus VI, de enige Nederlandse paus, die het huis vanaf 1517 liet bouwen. Adriaan Floriszoon Boeyens was in die tijd nog geen paus; hij was verbonden aan het hof van keizer Karel V in Spanje en hoopte ooit terug te keren naar Utrecht. Adriaan werd echter in 1522 tot paus gekozen en stierf al een jaar later in Rome. Hij heeft zijn huis in Utrecht dus nooit bewoond.
Het huis maakte oorspronkelijk deel uit van de immuniteit van Sint-Pieter. Ze was aan de rand van de immuniteit gebouwd, waarbij de westelijke muur langs Pausdam de grens was. Het gebouw bestond aanvankelijk uit het rechthoekige bouwdeel op de hoek en twee traptorens, waarvan die aan de zijde van de Kromme Nieuwegracht bewaard is gebleven. Na de Hervorming kwam het huis in particuliere handen. In 1633 liet de toenmalige eigenaar, Daniël d'Ablaing, het zijhuis aan de Kromme Nieuwegracht met de poort en de brug toevoegen in dezelfde renaissancestijl als het hoofdhuis. In 1714 werd een nieuwe ingang aangebracht in de gevel aan Achter Sint Pieter, en een galerij langs de oostzijde van het huis, zodat de kamers voortaan via een gang bereikbaar waren. Bij verkoop in 1750 aan Jan Nicolaas Floris van Nassau-LaLecq werd een deel van het huis afgescheiden dat de naam "Klein Paushuize" kreeg. Na het overlijden van diens weduwe werd het huis in 1795 publiek geveild.
Willem Gravelaar kocht het huis toen en maakte er een restaurant en logement van. Onder ander Hortense, echtgenote van koning  Lodewijk Napoleon sliep hier een nacht. Zij gaf Gravelaar het recht zijn logement 'Hotel van de koningin van Holland' te noemen. Kort hierna, in 1807, kocht Lodewijk Napoleon het pand en verbleef er een aantal weken in voordat hij zijn paleis aan de Wittevrouwenstraat kon betrekken. Van 1815 tot 1954 werd het pand gebruikt als werkruimte en woonhuis voor de commissaris van de Koning(in). In 1830 volgde een grote verbouwing. Daarbij werd de zogenaamde spiegelzaal aangebouwd naar ontwerp van architect Christiaan Kramm. Tegelijkertijd werd de rest van het huis gemoderniseerd, waarbij de meeste spitsboogvensters plaats maakten voor rechte vensters. De aanbouw aan de Kromme Nieuwegracht werd van een extra verdieping voorzien. De spiegelzaal was onder meer bedoeld als vergaderzaal voor Provinciale Staten. Vanaf 1849 hebben de Staten echter elders vergaderd, vanaf 1916 in het achter Paushuize gelegen griffiegebouw.
Vanaf 1954 werd Paushuize gebruikt als werkruimte en als kantoor voor een klein deel van de provinciale griffie. Later kwam het in gebruik als representatieve ruimte voor de commissaris van de Koning en het provinciebestuur. Het achtergelegen voormalige griffiegebouw is sinds 1996 in gebruik bij de Universiteit van Utrecht. In 1985 bracht paus Johannes Paulus II een bezoek aan Paushuize. Het gebouw zou tot 1986 in gebruik blijven als provinciehuis. Sinds 2012 wordt het gebouw ook gebruikt als trouwlocatie en vergadercentrum.

## Architectuur
Op de plek van het huidige Paushuize stond al een ouder huis. Waarschijnlijk zijn deze veertiende-eeuwse muren en fundamenten hergebruikt. 
De bijzondere architectuur van Paushuize — de afwisseling van rode baksteen met lichtere speklagen van natuursteen en een markante trapgevel — maakt dit een renaissancehuis met gotische invloeden. In de gevel aan de Kromme Nieuwegracht is een beeld van Christus Salvator aangebracht. Adrianus VI was namelijk kanunnik van het Utrechtse Oudmunsterkapittel, dat officieel Salvatorkapittel heette. 
Paushuize heeft een schitterend interieur. Er is een viertal salons waarvan er drie aan elkaar geschakeld zijn.
De balzaal stamt uit 1830 en is ontworpen door de Utrechtse architect Christiaan Kramm. De zaal was oorspronkelijk in een marmer imitatie geschilderd. Later werd hier in een donkerrode neo-Pompeiaanse stijl, gebaseerd op de gevonden fresco's in Pompeï, overheen geschilderd. In 1954 werd de hele zaal wit geschilderd en werden er spiegels geplaatst. Hier komt de naam 'spiegelzaal' vandaan. Recentelijk is de balzaal gerestaureerd en teruggebracht tot de neo-Pompeiaanse stijl. Het is de enige zaal in Nederland met een dergelijke negentiende-eeuwse beschildering.
Daniel d'Ablaing liet in 1633 een stenen reliëf plaatsen aan de achterkant van de poortingang. Het stelt een Romeinse soldaat voor die op het punt staat een kogel te gooien. Hieronder staat de spreuk "Non omne quod minatur ferit" (niet alles wat dreigt treft ook). Dit was naar aanleiding van de verschillende processen wegens onfatsoenlijk gedrag die tegen jonkheer d'Ablaing werden gevoerd.